# Hernán Luna
Hernan Luna (El Copey, Cesar, Colombia, 11 de noviembre de 1999) es un futbolista colombiano. Juega como centrocampista. Actualmente milita en Jaguares de Córdoba.

## Clubes
| Club                | País      | Año         |
| ------------------- | --------- | ----------- |
| Unión Magdalena     | Colombia  | 2018 - 2020 |
| Ilves               | Finlandia | 2021        |
| Jaguares de Córdoba | Colombia  | 2023        |

## Estadísticas
| Club                       | Div.                | Temporada           | Liga  | Liga  | Liga   | Copa Nacional | Copa Nacional | Copa Nacional | Copa Internacional | Copa Internacional | Copa Internacional | Total | Total | Total  |
| Club                       | Div.                | Temporada           | Part. | Goles | Asist. | Part.         | Goles         | Asist.        | Part.              | Goles              | Asist.             | Part. | Goles | Asist. |
| -------------------------- | ------------------- | ------------------- | ----- | ----- | ------ | ------------- | ------------- | ------------- | ------------------ | ------------------ | ------------------ | ----- | ----- | ------ |
| Unión Magdalena · Colombia | 2.ª                 | 2018                | 6     | 1     | 0      | 0             | 0             | 0             | 0                  | 0                  | 0                  | 6     | 1     | 0      |
| Unión Magdalena · Colombia | 1.ª                 | 2019                | 22    | 1     | 0      | 4             | 1             | 0             | 0                  | 0                  | 0                  | 26    | 2     | 0      |
| Unión Magdalena · Colombia | Total               | Total               | 28    | 2     | 0      | 4             | 1             | 0             | 0                  | 0                  | 0                  | 32    | 2     | 0      |
| Total en su carrera        | Total en su carrera | Total en su carrera | 28    | 2     | 0      | 4             | 1             | 0             | 0                  | 0                  | 0                  | 32    | 2     | 0      |